# Алеман (футболист)
Статью о игроке в мини-футбол см. Жулио Сезар Симонато Кордейро
Алеман (порт.-браз. Alemão, наст. имя Рикардо Рожерио де Брито (порт.-браз. Ricardo Rogerio de Brito); 22 ноября 1961, Лаврас, Бразилия) — бразильский футболист.

## Биография
Рикардо Рожерио де Брито, больше известный как Алеман (в переводе — «Немец») родился 22 ноября 1961 года в городе Лаврас штата Минас-Жерайс. Его прозвище в переводе с португальского означает «Немец», и получил он его за светлый цвет волос и кожи, которым отличались иммигранты из Германии. Алеман начал карьеру в 1980 году, за команду «Фабрил» из штата Минас-Жерайс. Тогда ему исполнилось 19 лет, он перешёл в знаменитый «Ботафого» из Рио-де-Жанейро.
В «Ботафого» Алеман играл до 1987 года, после чего перебрался в Европу, где в составе «Наполи» вместе с Карекой и Марадоной добился основных успехов. В 1989 году Алеман стал финалистом Кубка Италии и Кубка УЕФА, а годом позже выиграл чемпионат и Суперкубок Италии. В тот же период он болел вирусным гепатитом, из-за чего он даже был госпитализирован.
Из личных наград Алеман следует отметить приз «Серебряный мяч» в составе «Ботафого», как игроку, вошедшему по версии журнала «Плакар» в символическую сборную чемпионата Бразилии 1985 года, и приз лучшему южноамериканскому игроку, выступающему в чемпионате Испании 1988 года, когда был игроком «Атлетико Мадрид».
В 1994 году Алеман возвратился в Бразилию, где два сезона провел в «Сан-Паулу», а затем перешёл в «Волта-Редонда», где и закончил свою профессиональную карьеру.

## Достижения (клубные)
- Обладатель Кубка УЕФА 1989
- Чемпион Италии 1990
- Финалист Кубка Италии 1989
- Обладатель Суперкубка Италии 1990
- Обладатель Кубка КОНМЕБОЛ 1994
- Обладатель Рекопа Южной Америки 1994

## Достижения (сборная)
- Обладатель Кубка Америки 1989
- Участник чемпионатов мира 1986, 1990

## Достижения (личные)
- Обладатель «Серебряного мяча» (по версии журнала «Плакар»): 1985
- Обладатель приза лучшему ЮА игроку (EFE Trophy): 1988 («Атлетико Мадрид»)

## Тренерская карьера
- В 2007 руководил клубом «Тупунамбас». В 2008 году возглавил «Атлетико Минейро», но недолго удержался на своем посту.